# Емиж, Арамбий Ибрагимович
Арамбий Ибрагимович Емиж (9 февраля 1953,  Ассоколай, Теучежский район Адыгейская автономная область, РСФСР, СССР) — заслуженный мастер спорта по дзюдо, бронзовый призёр Олимпийских игр 1980 года, бронзовый призёр чемпионата Европы 1979 года, победитель и призёр чемпионатов СССР по дзюдо, чемпион Европы 1974 года и чемпион СССР по самбо 1974 года. Заслуженный тренер РФ.

## Биография
Черкес по национальности, родился в селе Ассоколай, окончив 9 классов, уехал в Майкоп, где поступил в сельхозтехникум и занялся самбо. Выступал за ДСО «Урожай».
В 1973 году становится чемпионом РСФСР по самбо, в 1974 году чемпионом СССР и чемпионом Европы на первом чемпионате по самбо в Мадриде. После этого перешёл в дзюдо.
В 1977 году становится чемпионом Polish Open в Варшаве по дзюдо, в следующем году победил на чемпионате СССР, выиграл Dutch Open, остался третьим на международном турнире в Бухаресте. В 1979 году выиграл международный турнир в Тбилиси, был вторым на открытом Кубке Венгрии, и завоевал бронзовые медали на чемпионате Европы и Спартакиаде народов СССР в Москве. В этом же году стал чемпионом Европы в команде, но на чемпионате мира остался только пятым.
В 1980 году занял второе место на чемпионате СССР и был отобран для участия в Олимпийских играх.
Выступая на Летних Олимпийских играх 1980 года в Москве, боролся в категории до 60 килограммов. В его категории боролись 30 спортсменов, разделённые на две группы. Соревнования велись по версии системы с выбыванием после двух поражений.
В 1/16 турнира А.Емиж победил австрийца Йозефа Рейтера, в 1/8 Ахмеда Мусса (Алжир), в 1/4 выиграл у Янджма Доржа (Монголия) и в полуфинале проиграл Тьерри Рею (Франция), будущему олимпийскому чемпиону. В схватке за третье место советский спортсмен выиграл у Павла Петрикова (Чехословакия).
После олимпийских игр борец на командном чемпионате Европы завоевал «серебро» и оставил спортивную карьеру, перейдя на тренерскую работу. Являлся старший тренером женской сборной России по дзюдо на Олимпийских играх 2004 года.
С мая 2010 года в Федерации дзюдо России занимает пост специалиста по работе с регионами; в его зоне ответственности находится Южный федеральный округ.

## Награды
- Медаль ордена «За заслуги перед Отечеством» II степени (12 октября 2022) — за вклад в развитие физической культуры и популяризацию отечественного спорта[5]